# 1ª Lega
La Prima Lega Classic (tedesco: 1. Liga Classic; francese: 1ère Ligue Classic) è il quarto torneo nella struttura del campionato svizzero di calcio. È formato da 3 gruppi di 16 squadre l'uno, divise su base geografica. Ha assunto l'attuale denominazione nel 2012, allorquando si operò la scissione in due categorie dello storico campionato di Prima Lega.

## Formato
Le 48 squadre sono divise in 3 gironi, ognuno da 16 squadre, che giocano andata e ritorno per un totale di 30 giornate. Il girone 1 contiene le squadre della zona occidentale, spesso francofone, il girone 2 raccoglie la zona centrale, a maggioranza tedesca, mentre il gruppo 3 copre la parte orientale, zona principalmente tedesca e italiana.
Il campionato prevede due promozioni in Promotion League, stabilite in base ai play-off tra le prime 2 di ogni girone, e un totale di 6 retrocessioni in Seconda Lega interregionale.

## Storia
La Prima Lega nacque nel 1930 sulle ceneri della vecchia Serie A, all'epoca il massimo campionato elvetico, che aveva iniziato un piano triennale di profonda ristrutturazione. Dell'antico torneo mantenne il classico formato a tre gironi longitudinali, ma in seguito alla nascita della Lega Nazionale, che ne assorbì i migliori club, la Prima Lega fu declassata al rango cadetto e nel 1944, con la nascita della Lega Nazionale B, a quello di terzo campionato. Tale assetto si protrasse poi per quasi settant'anni.
Le regole per l'ascesa in B mutarono negli anni. Fino al 2011 le prime 2 classificate di ogni gruppo e le 2 migliori terze disputavano i play-off per la promozione in Challenge League, mentre le ultime 2 retrocedevano in Seconda Lega Interregionale. La stagione 2011-2012, diversamente dalle precedenti, non assegnò promozioni ma qualificò 7 squadre alla nuova Prima Lega Promotion, e contestualmente il campionato divenne il quarto nella piramide calcistica svizzera.

### Denominazioni
- 1922-1924: Serie B regionale
- 1924-1930: Serie C
- 1930-1931: Seconda Lega
- 1931-2012: Prima Lega
- dal 2012: Prima Lega Classic

## Albo d'oro
| Anno    | Girone 1             | Girone 2            | Girone 3            |
| ------- | -------------------- | ------------------- | ------------------- |
| 1999-00 | Chênois              | Wangen bei Olten    | Locarno             |
| 2000-01 | Serrières            | Concordia Basilea   | Vaduz               |
| 2001-02 | Colombier            | Sciaffusa           | Malcantone Agno     |
| 2002-03 | Meyrin               | YF Juventus         | Malcantone Agno     |
| 2003-04 | Étoile Carouge       | YF Juventus         | Locarno             |
| 2004-05 | Losanna              | Bienne              | Tuggen              |
| 2005-06 | Servette             | Bienne              | Tuggen              |
| 2006-07 | Étoile Carouge       | Basilea II          | Red Star Zurigo     |
| 2007-08 | Stade Nyonnais       | Basilea II          | Baden               |
| 2008-09 | Étoile Carouge       | Basilea II          | Chiasso             |
| 2009-10 | Sion II              | YF Juventus         | Chiasso             |
| 2010-11 | Meyrin               | Schötz              | Brühl               |
| 2011-12 | Sion II              | Old Boys Basilea    | Tuggen              |
| 2012-13 | Le Mont              | Baden               | Cham                |
| 2013-14 | Düdingen             | Neuchâtel Xamax     | Eschen/Mauren       |
| 2014-15 | Stade Lausanne-Ouchy | Cham                | Wettswil-Bonstetten |
| 2015-16 | Stade Lausanne-Ouchy | Münsingen           | Baden               |
| 2016-17 | Yverdon              | Lucerna II          | Gossau              |
| 2017-18 | Young Boys II        | Soletta             | Bellinzona          |
| 2018-19 | Étoile Carouge       | Black Stars Basilea | Baden               |
| 2019-20 | Losanna II           | Delémont            | Tuggen              |
| 2020-21 | Young Boys II        | Bienne              | Wettswil-Bonstetten |
| 2021-22 | Young Boys II        | Bienne              | Tuggen              |
| 2022-23 | Servette II          | Delémont            | Paradiso            |
| 2023-24 | Grand-Saconnex       | Schötz              | Tuggen              |
| 2024-25 | Losanna II           | Grasshoppers II     | Kreuzlingen         |